# Daniil Maroechin
Daniil Vitaljevitsj Maroechin (Kazachs: Даниил Витальевич Марухин; Qostanay, 13 februari 1999) is een Kazachs wielrenner.

## Carrière
Als tweedejaars junior werd Maroechin continentaal kampioen op de weg. Later dat jaar, 2017, werd hij zestigste in de wegwedstrijd op het wereldkampioenschap.
In 2018 en 2019 reed Maroechin, als belofte, bij Astana City. Hij nam in die seizoenen deel aan onder meer de Ronde van de Aostavallei en de Ronde van Italië voor beloften. In 2020 maakte hij de overstap naar Vino-Astana Motors. Namens die ploeg werd hij in 2021 tweede op het nationale kampioenschap op de weg bij de beloften, achter Nūrbergen Nūrlyqasym. In 2022 reed Maroechin, namens Almaty Cycling Team, meerdere toptienplaatsen in met name Turkse eendagskoersen bij elkaar.
In 2023 won Maroechin, namens Vino SKO, de Ronde van Bostonliq I, een tijdrit in Oezbekistan. Tweeënhalve maand later won hij ook de Grote Prijs van Kültepe, een eendagskoers in Turkije, en een etappe in de Jubileumronde van de Republiek. In september van dat jaar won hij de eerste etappe in de Ronde van Van. De leiderstrui die hij daaraan overhield wist hij in de overige met succes te verdedigen, waardoor hij ook het eindklassement op zijn naam schreef.
In 2024 werd Maroechin prof bij Astana Qazaqstan. Al na één seizoen moest Maroechin een stap terug zetten naar opleidingsteam XDS Astana Development Team.

## Overwinningen
2017
Aziatisch kampioen op de weg, Junioren
2023
Ronde van Bostonliq I
Grote Prijs van Kültepe
5e etappe Jubileumronde van de Republiek
1e etappe Ronde van Van
Eindklassement Ronde van Van

## Resultaten in voornaamste wedstrijden
|      | \| Jaar \| Clásica San Sebastián \| \| ---- \| --------------------- \| \| 2024 \| opgave \| |
| Jaar | Clásica San Sebastián                                                                        |
| 2024 | opgave                                                                                       |

## Ploegen
- 2018 –  Astana City
- 2019 –  Astana City
- 2020 –  Vino-Astana Motors
- 2021 –  Vino-Astana Motors
- 2022 –  Almaty Cycling Team
- 2023 –  Vino SKO Team
- 2024 –  Astana Qazaqstan Team
- 2025 –  XDS Astana Development Team

Ballerini · Battistella · Bettiol (vanf 15/8) · Bol · Brusenskii · Cavendish · Charmig · Fjodorov · Fortunato · Garofoli · Gazzoli · Giditş · Groezdev · Kanter · Koezmin · López · Loetsenko · Maroechin · Mulubrhan · Mørkøv · Pronskii · Scaroni · Schelling · Selig · Syritsa · Tejada · Tsjzjan · Umba · Velasco · Vinokoerov · Goyo (stagiair) · Smirnov (stagiair) · Trezise (stagiair)